# Dünzelbach 142
Dünzelbach 142 ist ein aus dem 18. Jahrhundert stammendes ehemaliges Bauernhaus im Ortsteil Dünzelbach der Gemeinde Moorenweis. Der in der zweiten Hälfte des 19. Jahrhunderts umgestaltete Einfirsthof mit Satteldach ist unter der Nummer D-1-79-138-8 als Denkmalschutzobjekt in der Liste des Bayerischen Landesamtes für Denkmalpflege eingetragen.